# Cant de Zaboi
El cant de Zaboi és un poema eslau del segle ix que descriu els costums a l'època dels bois (txecs) quan encara eren pagans. Zaboi era cap d'una tribu i unit al cap Slavoi, va enfrontar als alemanys dirigits per Ludick al que va matar i els va rebutjar. La identificació que s'ha fet algun cop de Zabloi amb Samo no es pot sostenir.